# Дейвид-Сити (Небраска)
Дейвид-Сити (англ. David City) — город в США, в округе Батлер штата Небраска. Население — 2906 человек (2010).
Дата основания — 1873.
Находится в 51 километре от Линкольна. В 2017 году площадь составляла 4,97 км², из которых 4,92 км² — сушу и 0,05 км² — водоемы. Высота центра — 492 м.
Согласно переписи 2010 года, в городе проживало 2906 человек в 1153 домохозяйствах в составе 706 семей. Плотность населения составляла 542 человека/км². Было 1274 квартир (238/км²).
Расовый состав населения:
96,1 % — белых
0,7 % — азиатов
0,6 % — черных или афроамериканцев
0,1 % — коренных американцев
1,8 % — лиц других рас
К двум или более расам принадлежало 0,8 %. Доля испаноязычных составила 3,5 % всех жителей.
По возрастному диапазону население распределялось следующим образом: 25,9 % — лица младше 18 лет, 52,4 % — лица в возрасте 18-64 лет, 21,7 % — лица в возрасте 65 лет и старше. Медиана возраста жителя составила 42,1 года. На 100 человек женского пола в городе приходилось 90,3 мужчины; на 100 женщин в возрасте от 18 лет и старше — 86,7 мужчин также старше 18 лет.
Средний доход на одно домашнее хозяйство составил 74 619 долларов США (медиана — 46 336), а средний доход на одну семью — 94 410 долларов (медиана — 64 073). За чертой бедности находилось 12,4 % человек, в том числе 16,6 % детей в возрасте до 18 лет и 7,2 % в возрасте 65 лет и старше.
Гражданское трудоустроенное население составляло 1447 человек. Основные отрасли занятости: образование, здравоохранение и социальная помощь — 23,6 %, производство — 20,0 %, розничная торговля — 12,7 %, искусство, развлечения и отдых — 10,1 %.